# Margo MacKinnon
Margo Christine MacKinnon Baculis (* 21. April 1931 in Windsor/Ontario) ist eine kanadische Sängerin (Sopran) und Gesangspädagogin.

## Leben
MacKinnon sang bereits im Alter von vierzehn Jahren bei der Rundfunkstation WJR in Detroit. Sie studierte dann am Royal Conservatory of Music und der University of Toronto bei Herman Geiger-Torel, Dorothy Allan Park, Emmy Heim und Ernesto Vinci und trat ab Mitte der 1950er Jahre mit dem Toronto Symphony Orchestra und in verschiedenen Fernsehprogrammen der CBC (The Big Revue, Your Hit Parade) und der CBS (Arthur Godfrey's Talent Scouts) auf. 1956, 1957 und 1960 wirkte sie in der jährlichen Revue Spring Thaw mit.
1963 heiratete MacKinnon den Klarinettisten Al Baculis und zog nach Montreal. Beim Eröffnungskonzert der Société de musique contemporaine du Québec 1966 sang sie Serge Garants Anerca und die Arie der Ishtar aus R. Murray Schafers Loving. Mit dem Ensemble der Gesellschaft führte sie John Hawkins’ Waves (1971), Bruce Mathers Madrigal V (1973) Gilbert Amys Sonata pian' e forte (1974) und Jean Barraqués Chant après  hant (1979) auf. Außerdem sang sie auch Alan Heards Voices (1970) und Norma Beecrofts Rasas III (1975), wirkte als Darstellerin und Sängerin in mehreren Filmen und 1975 in der Fernsehproduktion von Neil Chotems Ballett Pythagore 1 à 7 mit. Sie unterrichtete Gesang an der Vanier Cegep in Ville St-Laurent (1977–1986) und an der Concordia University (1982–1986).